# Ingenjörsförbundet
Ingenjörsförbundet var ett svenskt fackförbund inom Saco. Förbundets arbetslöshetskassa var AEA, Akademikernas erkända arbetslöshetskassa.
1 januari 2007 gick Sveriges civilingenjörsförbund (CF) ihop med Ingenjörsförbundet och bildade Sveriges ingenjörer.